# Гайденко, Анатолий Павлович
Анатолий Павлович Гайденко (24 декабря 1937, пгт. Хорошево Харьковской области) — украинский композитор. Член Национального союза композиторов Украины, заслуженный деятель искусств Украины, кавалер Ордена «За заслуги» III степени (2009). , лауреат Премии им. Б. Лятошинского, им. И. Слатина, международного конкурса в Торонто (Канада), профессор Харьковского национального искусства Ивана Котляревского. Отец композитора Игоря Гайденко.

## Биография
- 1945—1952 — Безлюдовская и Хорошевская средние школы.
- 1952—1955 — Никельская средняя школа Мурманской области .
- 1955—1958 — Харьковский авиационный техникум и Вечерняя музыкальная школа по классу баяна Пономарева М. В.
- 1958—1963 — Харьковская консерватория по классу баяна Подгорного В. Я. и Потапова П. К.
- 1968—1974 — историко-теоретический (по классу «музыковедение» Калашника П. П.) и композиторский (по классу «композиция» Золотухина В. М.) факультеты Харьковского института искусств им. И. П. Котляревского.

## Карьера
- 1963—1973 — Сумское музучилище в должности преподавателя (специальности баян, дирижирование, народные инструменты, гармония, фортепианный ансамбль), зав. отделом народных инструментов и заместителем директора по учебной части.
- 1973—1977 — Харьковский институт культуры (баян, дирижирование, оркестровка).
- С 1977 — старший преподаватель, доцент (1991), профессор (1995) Харьковского института (ныне университета) искусств им. И. П. Котляревского. Преподаёт специальности баян, аккордеон, оркестровку, чтение партитур, инструментоведение, историю украинских аутентичных инструментов и методику преподавания специальных дисциплин.

## Творчество
Работает в симфоническом, камерно-инструментальном, хоровом, вокальном, песенном жанрах.
Весомая часть произведений написана для оркестра украинских народных инструментов, баяна, аккордеона, домры, цимбалы, бандуры, а также для скрипки, виолончели, валторны.
Большинство произведений известно из публичных исполнений на фестивале «Киев-мюзик фест», изданий, радиопередач и студенческих исполнений, из публикаций.

## Основные произведения

#### Для большого симфонического оркестра
- Симфоническая поэма «Монумент»(1976) −17',
- Симфония (1983) — 35',
- концерт «Карагоды» (1979) −11',
- симфония-сюита «Родные Источники» (в 7-ми част., 2001) — 30',
- кантата для хора, солистов и симф. оркестра «Четыре действа» (1974, ред.1995) — 22',
- концерт-рапсодия для цимбал с оркестром «Цыганиада»-9', концертная пьеса «Вербунк» (2000) — 2’45";

### Для камерного оркестра
- «Concerto grosso» (1991) — 27',
- «Concerto lamentoso» (1994) — 27’30";

### Для смешанного хора
- «Щедрый вечер» (1968) — 4',
- «Засевная» сл. И.Дробного (1984) — 5',
- «Мой родной край» сл. М.Сингаевского (1985) — 4',
- «Страденная мать» (1993) — 9',
- «Украина, молюсь за тебя» (1997) — 6’45",
- «Колядники» — на стихи В.Забаштанского"(2000) — 3’25",
- «Четыре сонета с четырьмя эпиграфами» сл. Джона Грассена Брауна (США) (1994) −14',
- «Богородице, Дева, радуйся» и «Достойно есть» на канонические тексты (1997) — 4’15",

### Для народного хора
- «Уплывают лодки сл. Л.Кочугура» (1985) — 5',
- «Край мой приснился мне» сл. М Томенко" (1986) — 4',
- «Плетущиеся косы» сл. А.Матийко (1989) — 6';

### Для детского хора
- «Возвращались гуси сл. Н. Томенко» (1994) — 4 ',
- «Мой Харьков „сл. А.Марченко“(2004) — 4',
- „Kukuleczka“ — обработка польской. род. песни — 3';

### Вокальные произведения
- „Мелодии“ на сл. Л.Украинки»(1974, ред.2002) — 16',
- «Четыре солоспива на стихи Г.Сковороды» (1993) −13';

### Песни
- «Дума о поле», «Аист», «Мерцишор» на сл. Н.Томенко,
- «Степь» сл. В.Бровченко,
- «Затосковала гармонь» сл. И.Бердника,
- «Соловьиные песни весны» и «Любовь навсегда» сл. И.Шелепова,
- «Забытый сюжет» сл. Б.Олейника,
- «Рисит церковь брат Андрей» сл. К.Пасичной, и др.;

### Концертные произведения для оркестра украинских народных инструментов
- «Весенние игрища» (1980) — 6',
- «Украинские узоры»(1985) — 4',

### Оркестровые сюиты
- «Украинские майолики» (в 5 част., 1981) — 24’13",
- «Украинские сюжетные танцы» (в 5 ч., 1988) — 25’48",
- концерт для бандуры с оркестром «Пребенье»(2003) — 9',
- «Serduzkowa biesiada» (2004) — 4';

### Для баяна
- Соната (в 3 ч., 1986) — 22’10",
- концерт для баяна с оркестром (1974, ред.1995) — 17',
- «Вербунк» — 2’45",
- «Весенняя хора» (1987) — 4’45",
- «Прелюдии-картины» (1988) — 25',
- «12 пьес для детей»(1991) −15',
- соната № 2 «Предвечное эхо» (2005) — 14’50"

### Для аккордеона
«Парижские тайны — 5 вальсов-мюзетов» (1999) — 20',
«Эссе Номо» — концерт для аккордеона и струнного квартета" (2000) — 18';

### Для дуэта баянов
- «Вечер в горах» (1977) — 8',
- «Палехские зарисовки» (1979) — 6',
- «Круг» (1979, ред.2002) — 8',
- «Здравствуйте, вторники» (1985) — 6';
- «Невестино круг» (1987) — 4’20",
- «Плетеница» (2001) — 8 ',
- «Коломыйка»(2003) — 3';

### Для бандуры
- «Серебро июньской луны» (1992) — 6’15",
- «Перебенье» — концерт для бандуры с оркестром (фортепиано)" (2003) — 9', этюды;

### Для цимбал
- «Коляда», «Петровка», «Трындычка-концертный триптих» (1994) — 18’25",
- «Цыганиада-концерт-рапсодия для цимбал с оркестром (фортепиано) (2000) — 11’01»,
- «Дивертисмент» для цимбал соло" (в 3 ч., 2005) — 15';
- Для кобзы (домры):

«Quasi buffo» — концертино для кобзы с оркестром (фортепиано) (1998) — 9';

### Для скрипки с оркестром (фортепиано)
«Романс» (1979) — 6',
«Днепровая легенда» (2002) — 7';

### Для виолончели с фортепиано
«Pro memoria» — соната (1994) — 9';

### Для фортепиано
- Сюита (в 3-х ч.,1970)
- Педагогические произведения для гитары, валторны, цимбалы, баяна